# Fundación Gala-Salvador Dalí
La Fundación Gala-Salvador Dalí es una entidad cultural privada dedicada a la promoción de la obra artística, cultural e intelectual del pintor Salvador Dalí. 
Fue creada el 23 de diciembre de 1983 en el Castillo de Púbol por voluntad expresa de Salvador Dalí i Doménech. Desde el comienzo, Salvador Dalí la presidió y dirigió directamente. Con su muerte, el 23 de enero de 1989, se inició un período de transición hasta que en el año 1991, el Patronato de la Fundación nombró a Ramon Boixadós i Malé presidente de la entidad. Antoni Pitxot fue el director de los Museos Dalí y vicepresidente de la fundación hasta su muerte en 2015, cuando le sucedió Montse Aguer como directora de museos. En 2017, tras la muerte de Boixadós, Jordi Mercader i Miró es nombrado presidente de la Fundación.
La Fundación gestiona el patrimonio, los derechos de marca, propiedad intelecual e imagen del pintor, pero no es su propietario, puesto que Dalí legó en su testamento todo su patrimonio al Estado español.

## Museos
La Fundación Gala-Salvador Dalí gestiona los siguientes museos y sus exposiciones permanentes:
- Teatro-Museo Dalí, en Figueras
- Dalí-Joyas, en Figueras
- Casa-Museo Salvador Dalí, en Portlligat
- Casa-Museo Castillo Gala-Dalí, en Púbol

## Presidentes
- Salvador Dalí (1983-1989).
- Ramon Boixadós i Malé (1989-2017).
- Jordi Mercader i Miró (2017-presente).